# Kościół Najświętszego Serca Pana Jezusa w Obornikach Śląskich
Kościół Najświętszego Serca Pana Jezusa w Obornikach Śląskich – rzymskokatolicki kościół parafialny w Obornikach Śląskich, w województwie dolnośląskim. Należy do dekanatu Prusice Archidiecezji wrocławskiej.

## Historia
W 1896 roku do ówczesnej wsi Oborniki Śląskie przeniósł się ksiądz emeryt Mattner, który zainicjował budowę nowej świątyni. W dniu 18 czerwca 1899 roku archiprezbiter Schon ze Żmigrodu poświęcił kamień węgielny pod nowy kościół. Budowa była prowadzona według projektu wykonanego w latach 1898–1900 przez architekta Alexisa Langera z Wrocławia, pracami kierował mistrz budowlany Juliusz Koschnik. Budowa była nadzorowana przez prusickiego proboszcza Eymmera. Prace murarskie zostały wykonane przez: Gustawa Bohna, J. Fiebaka z Kuraszkowa, Gottlieba Weinlicha, Gustawa Weigerta, W. George'a, Hermanna Wenglera. Polichromię na ścianach namalował artysta Paweł Piętka. Budowa była prowadzona w latach 1899–1901. Świątynia została uroczyście konsekrowana w dniu 26 września 1901 roku przez archiprezbitera Dannhauera ze Żmigrodu. Kościół został zbudowany w stylu neogotyckim, typowym dla późniejszych realizacji architekta Alexisa Langera. Świątynia otrzymała wezwanie poświęcone patronce Śląska, św. Jadwidze. W tym okresie katolików w Obornikach było około 700, nie stanowiło to więc problemu, aby utworzyć w 1904 roku we wsi kurację z pierwszym samodzielnym duszpasterzem Georgiem Schirmeisenem. Świątynia awansowała do roli kościoła parafialnego w dniu 1 września 1920 roku dzięki dekretowi kardynała Adolfa Bertrama. W 1947 roku parafia została objęta przez księży salwatorianów z pobliskiej wsi Bagno, którzy prowadzą ją do czasów współczesnych. W 1952 roku zostało zmienione wezwanie patrona świątyni i parafii – obecnie jest to Najświętsze Serce Pana Jezusa. W latach 1975–1978 wnętrze kościoła zostało przebudowane według projektu A. Ślusarczyka i J. Gotwalda z Krakowa, aby dostosować prezbiterium do liturgii posoborowej.

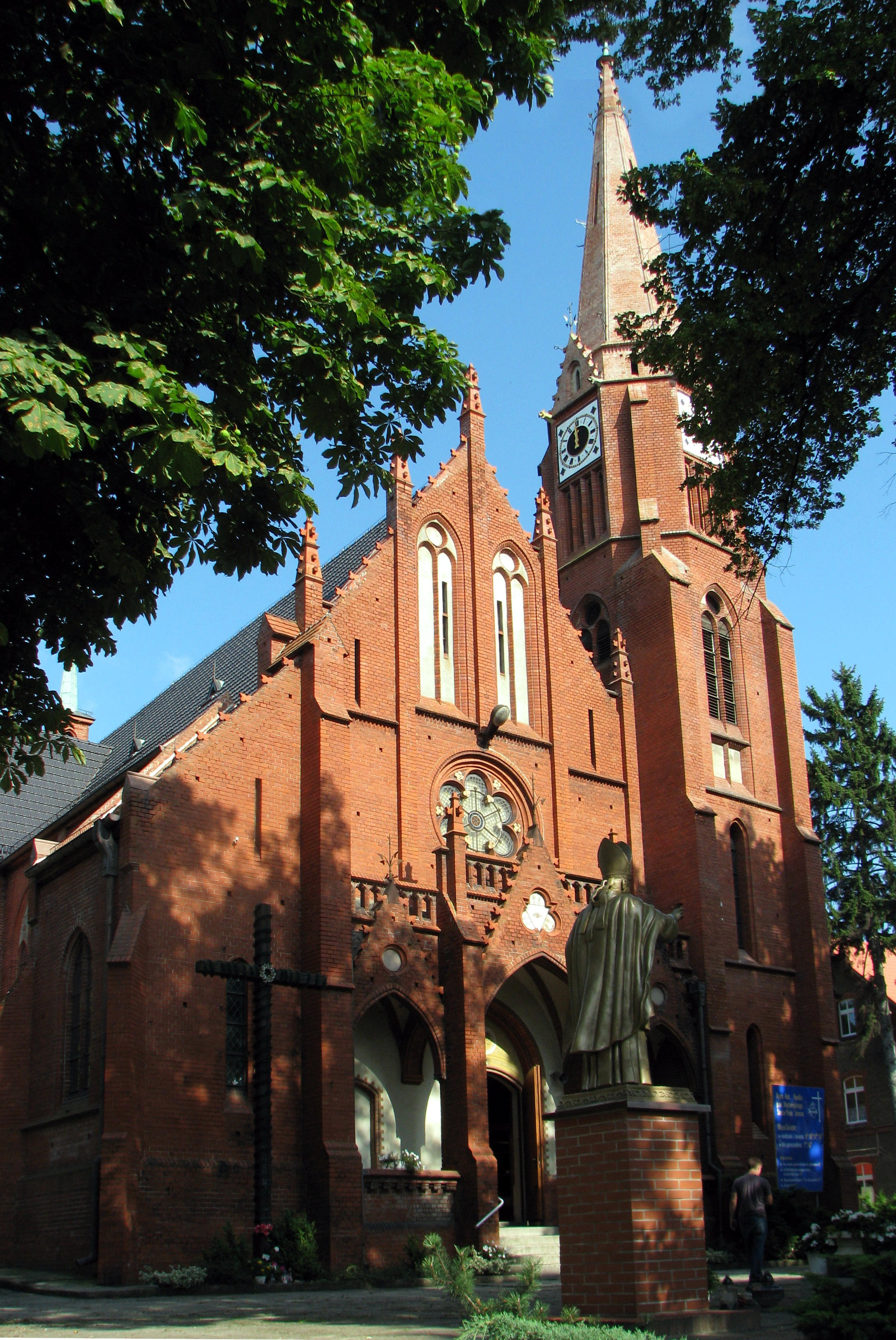
Pomnik Jana Pawła II przed kościołem
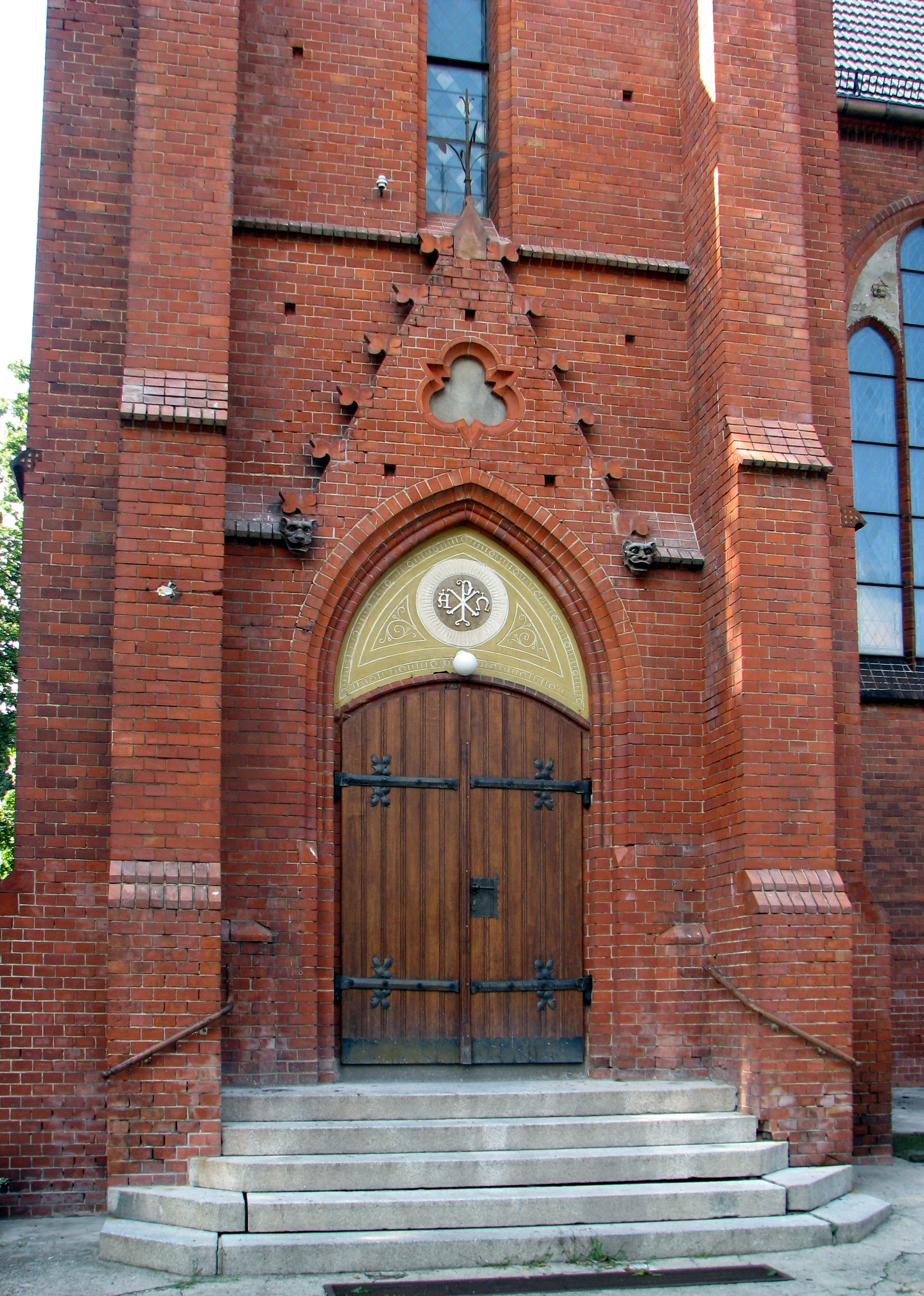
Wejście do kościoła
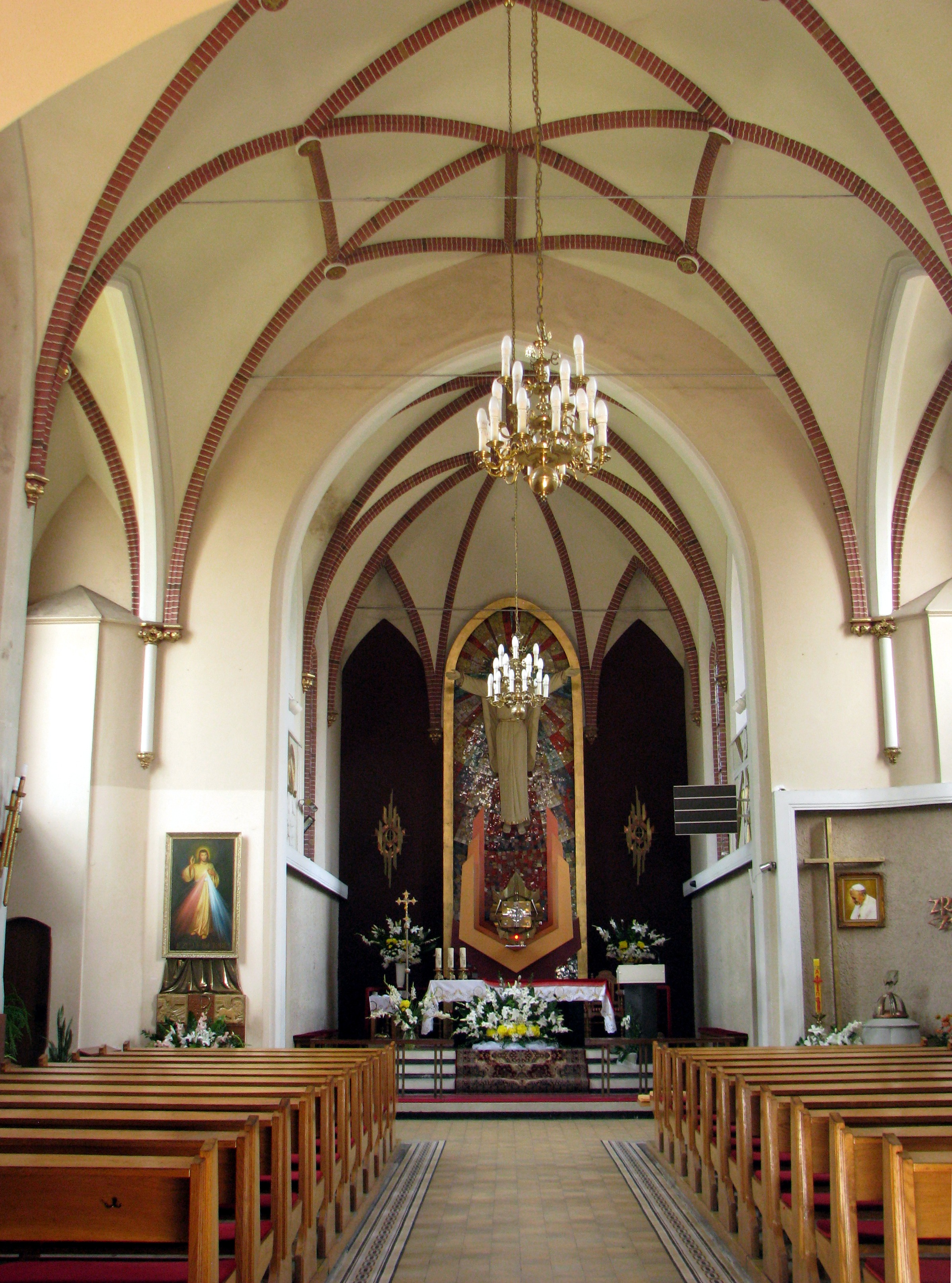
Wnętrze kościoła